# Saint-Bonnet-près-Bort
Saint-Bonnet-près-Bort  (Sent Bonet prep Baurt auf Okzitanisch) ist eine französische Gemeinde mit 188 Einwohnern (Stand 1. Januar 2022) im Département Corrèze in der Region Nouvelle-Aquitaine.

## Geografie
Die Gemeinde liegt im Zentralmassiv westlich der Dordogne und damit auch unweit zur Grenze zum Département Cantal.
Tulle, die Präfektur des Départements, liegt ungefähr 70 Kilometer südwestlich, Ussel etwa 12 Kilometer nordwestlich und Bort-les-Orgues rund 16 Kilometer südwestlich. Das Flüsschen Lys entspringt im Gemeindegebiet und durchquert es – nach einem Ausweichbogen in die Nachbargemeinde Thalamy – in südlicher Richtung.
Nachbargemeinden von Saint-Bonnet-près-Bort sind Saint-Étienne-aux-Clos im Norden, Thalamy im Osten, Margerides und Saint-Victour im Süden, Veyrières im Südwesten sowie Saint-Exupéry-les-Roches im Westen.

### Verkehr
Der Ort liegt ungefähr 17 Kilometer südlich der Abfahrt 24 der Autoroute A89.

## Wappen
Beschreibung: In Blau ein silberner Löwe mit bestreuten fünfstrahligen silbernen Sternen.

## Einwohnerentwicklung
| Jahr      | 1962 | 1968 | 1975 | 1982 | 1990 | 1999 | 2007 | 2016 |
| Einwohner | 201  | 202  | 168  | 162  | 176  | 165  | 182  | 194  |

 Quelle: INSEE

## Wirtschaft
Der Flugplatz Aérodrome d’Ussel-Thalamy, betrieben von der Chambre de commerce et d’industrie de Tulle et Ussel (Industrie- und Handelskammer Tulle und Ussel), befindet sich auf halbem Wege nach Ussel auf den Gemeindegebieten von Saint-Exupéry-les-Roches und Saint-Bonnet-près-Bort.

## Sehenswürdigkeiten
- Die Kirche Saint-Bonnet-de-Clermont, ein romanischer Sakralbau aus dem 12. Jahrhundert, ist seit dem 15. März 1972 als Monument historique klassifiziert.[2] Die Kirche beherbergt interessante Heiligenfiguren aus dem 17. Jahrhundert.